# ASNOWA
Die ASNOWA (russisch АСНОВА, Akronym für Ассоциация новых архитекторов Assoziazija nowych architektorow, deutsch „Assoziation neuer Architekten“) war eine 1923 in Moskau gegründete Architektenvereinigung. Ihre Mitglieder begründeten und propagierten eine als Rationalismus bezeichnete Architekturauffassung, die den architektonischen Diskurs der Moderne in den 1920er Jahren in der Sowjetunion neben dem Konstruktivismus entscheidend prägte.

## Geschichte
Die Gruppe wurde von Nikolai Ladowski nach Vorbereitung seit 1921 zusammen mit Wladimir Krinski und Alexei Ruchljadew 1923 gegründet und amtlich registriert. Den Vorsitz übernahm Ladowski sofort vom Gründungsvorsitzenden Artur Loleit. Zu den Gründungsmitgliedern gehörten außer Ladowski, Krinski, Loleit und Ruchljadew als Kern der Gruppe El Lissitzky, Nikolai Dokutschajew, Andrei Bunin, Wiktor Balichin, Alexander Rodtschenko und Boris Koroljow.

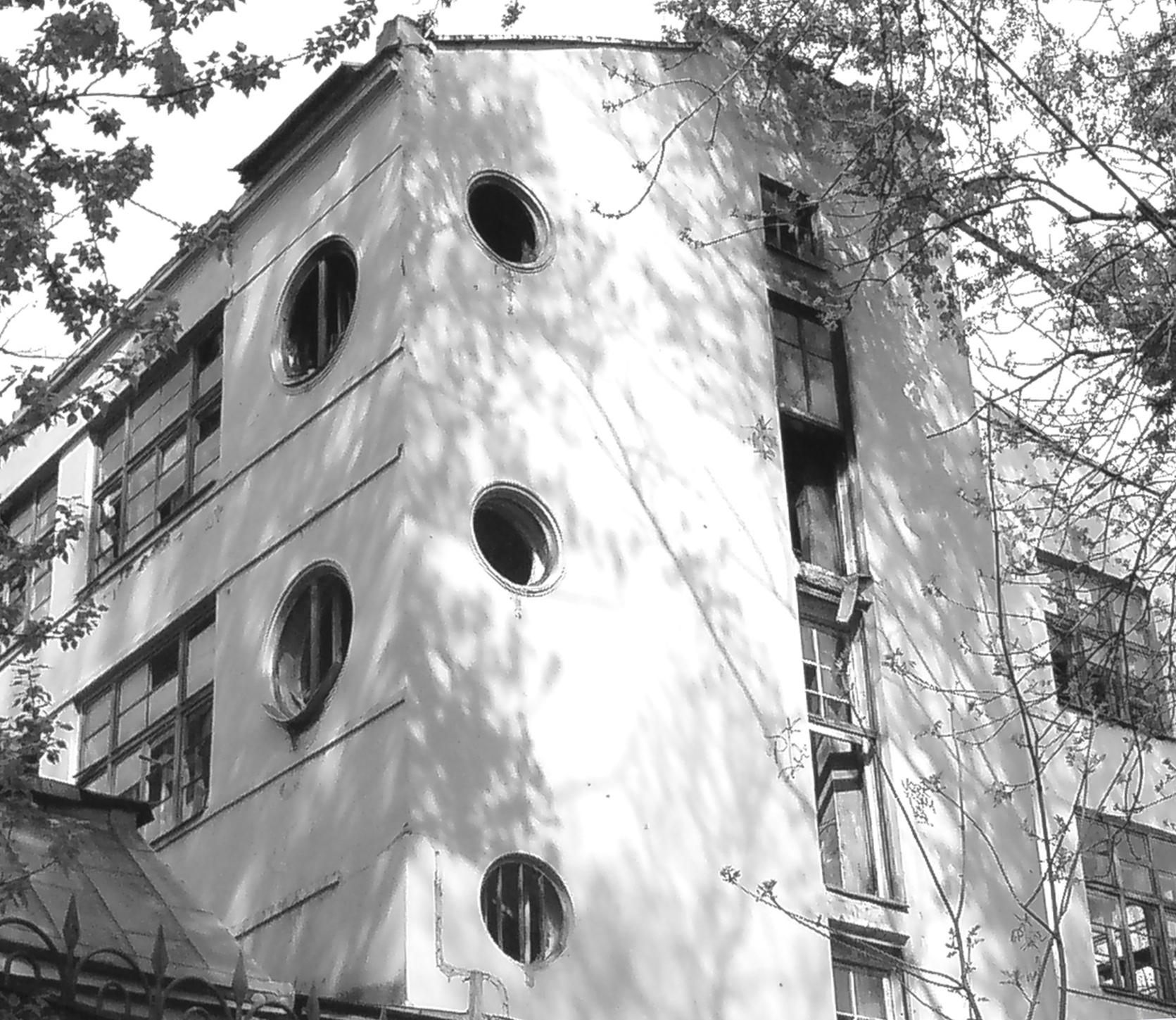
Ogonjok-Gebäude in Moskau (Entwurf El Lissitzky)

Ladowskis Haltung war modernistisch, aber mehr intuitiv als funktional und teilweise auf Gestaltpsychologie gegründet. Die Gruppe wurde besonders durch die Arbeiten Hugo Münsterbergs beeinflusst, und Ladowski richtete 1926 ein Psychotechnisches Laboratorium ein auf der Grundlage von Münsterbergs Industriepsychologie-Theorie. Der Gruppe wurde Formalismus seitens der neuen  OSA (Organisation zeitgenössischer Architekten) der Konstruktivisten vorgeworfen. Konstantin Melnikow trat der Gruppe bei und betonte den Affekt und die Intuition im Gegensatz zu der Genauigkeit der OSA, obwohl er und Ilja Golossow eine Position zwischen ASNOWA und OSA suchten. Ein weiteres Mitglied war Berthold Lubetkin. Georgi Krutikows ASNOWA-Projekt Fliegende Stadt 1928 wurde berühmt wegen seines Utopismus. Die Gruppenmitglieder schufen viele Projekte, aber nur wenig wurde gebaut. Melnikow gewann den 1. Preis und Ladowski den 2. Preis des Wettbewerbs für den sowjetischen Pavillon der Exposition internationale des Arts Décoratifs et industriels modernes 1925 in Paris.
Die ASNOWA-Gruppe spaltete sich 1928, als Ladowski seine eigene Gruppe, die Vereinigung der Architekten und Urbanisten (ARU), gründete, die sich überwiegend auf Stadtplanung konzentrierte. Den Vorsitz der ASNOWA übernahm nun Michail Korschew. Trotzdem beteiligten sich auch die bisherigen ASNOWA-Mitglieder noch am Wettbewerb für den Palast der Sowjets. Zu den Mitgliedern gehörte auch die Landschaftsarchitektin Miliza Iwanowna Prochorowa, die mit Korschew mehrere Grünanlagenprojekte durchführte. 1932 wurde ASNOWA wie alle anderen Künstler-Vereinigungen aufgelöst.

## Mitglieder
| Gründungsmitglieder - Nikolai Ladowski (1881–1941), Architekt und Führer der ASNOWA - Nikolai Dokutschajew (1891–1944), Architekt - Wladimir Krinski (1890–1971), Architekt - Alexei Ruchljadew (1882–1946), Architekt - Alexander Jefimow (1889–1962), Architekt - Wladimir Fidman (1884–1949), Architekt - Sergei Motschalow (Smolenski) (um 1900–um 1950), Architekt - Wiktor Balichin (1893–1953), Architekt - Artur Loleit (1868–1933), Ingenieur - W. Kusmin (Lebensdaten unbekannt), Ingenieur | Sonstige Mitglieder - Iwan Bolbaschewski (1897–1975), Architekt - Georgi Borissowski (1907–unbekannt), Architekt - Pjotr Budo (1903–1942), Architekt - Andrei Bunin (1905–1977), Architekt - Nadeschta Bykowa (1908–unbekannt), Architektin - Semjon Gelfeld (1898–1976), Architekt - Michail Korschew (1897–1986), Architekt - Maria Kruglowa (1902–unbekannt), Architektin - Georgi Krutikow (1899–1958), Architekt - Witali Lawrow (1902–unbekannt), Architekt - Iwan Lamzow (1899–unbekannt), Architekt - El Lissitzky (1890–1941), Künstler und Architekt - Konstantin Melnikow (1890–1974), Architekt - Wiktor Petrow (1897–1972), Architekt - Walentin Popow (1905–1975), Architekt - Miliza Prochorowa (1907–1959), Architektin - Ljubow Salesskaja (1906–unbekannt), Architektin - Alexander Siltschenkow (1889–1975), Architekt - Juri Spasski (1901–1952), Architekt - Nikolai Trawin (1898–1975), Architekt - Michail Turkus (1896–unbekannt), Architekt - Trifon Warenzow (1903–1948), Architekt - Iwan Wolodko (1895–unbekannt), Architekt und andere |